# كأس بطولة الولايات المتحدة المفتوحة 2011
كأس بطولة الولايات المتحدة المفتوحة 2011 (بالإنجليزية: 2011 U.S. Open Cup)‏ هو الموسم 98 من كأس بطولة الولايات المتحدة المفتوحة. أقيم خلال الفترة 14 يونيو 2011 وحتى 4 أكتوبر 2011، وأشرف على تنظيمه اتحاد الولايات المتحدة لكرة القدم، وكان عدد الأندية المشاركة فيه 40، وفاز فيه سياتل ساوندرز.